# Deux Préludes op. 67
Les Deux préludes opus 67 forment un cycle de préludes pour piano d'Alexandre Scriabine composé en 1913.